# سرخیو سیدانچا
سرخیو سیدانچا (انگلیسی: Sergio Cidoncha؛ زادهٔ ۲۷ اوت ۱۹۹۰) بازیکن فوتبال اهل اسپانیا است.
از باشگاه‌هایی که در آن بازی کرده‌است می‌توان به باشگاه فوتبال اتلتیکو مادرید، باشگاه فوتبال آلباسته بالومپیه، باشگاه فوتبال اتلتیکو مادرید بی، و باشگاه فوتبال رئال ساراگوسا اشاره کرد.